# Майкл Ентоні Фостер
Майкл Ентоні Фостер (М. Е. Фостер ; народився 2 липня 1939 року в Ґрінсборо, Північна Кароліна ; † 14 листопада 2020  )— американський письменник-фантаст, перш за все відомий завдяки 2 трилогіям романів «Лер» і «Морфодит» . Крім того, він провів понад шістнадцять років капітаном і російським лінгвістом у ВПС Сполучених Штатів.

## Життєпис
Після відвідування середньої школи Грінсборо Фостер навчався в Сіракузському університеті з 1957 року, в  Університеті Меріленду на американській базі в Карамюрселі, Туреччина, і в Університеті Орегону, який він закінчив у 1964 році зі ступенем бакалавра слов'янських мов . У 1965 році він одружився з Джудіт Енн Форсайт, від якої мав двох синів. Він служив у ВПС США з 1957 по 1962 рік як російський лінгвіст, а після навчання в Орегонському університеті знову з 1965 по 1976 рік, спочатку в розвідувальній службі, з 1971 року в установці для запуску міжконтинентальних балістичних ракет, а потім у протиповітряна оборона. Крім того, Фостер був напівпрофесійним фотографом із трьома виставками в Рапід-Сіті, Південна Дакота в 1972, 1973 і 1974 роках.
Фостер помер 14 листопада 2020 року у віці 81 року.

## Творчість
Після двох томів поезії, які були надруковані приватно, Фостер опублікував перший том своєї трилогії про Лера "Воїни світанку" в 1975 році. Лери - це раса надлюдей, що є продуктом генної інженерії . У своїй роботі він використовує ідеї з інформатики, зокрема важливу роль відіграє «Гра в життя» Конвея . У другому романі  "Гравці Зана" (англ. «The Zan Players»), приквелі до першого з точки зору оповіді, гра називається Зан, посилаючись на дзен, і в неї грає Лер як медитативна вправа.
Друга трилогія також про генетичні маніпуляції. Головний герой — сексуально амбівалентний мінливець, історія якого проходить через кілька трансформацій, у яких він може змінити стать як морфодит, водночас омолоджуючи себе, але також втрачаючи спогади.
Оскільки Фостер публікувався виключно як М. Е. Фостер, його делікатне та автентичне зображення жіночих персонажів викликало підозру щодо жіночої статі автора. Від 1986 року Фостер більше не публікував наукову фантастику, хоча продовжував писати.

### Книги трилогії "Лер"
Фостер написав трилогію про відгалуження людства під назвою Лер: Воїни Світанку (1975), Гравці Зана (1977) і День Клеша (1979). Події Gameplayers of Zan розгортаються набагато раніше, ніж інші, на Землі, і деталізується відхід Лера з Землі; дві інші книги охоплюють дві окремі зустрічі людей і Лера на інших планетах. «Гра» з назви «Гравці Зана» (англ. «The Gameplayers of Zan») заснована на клітинних автоматах, складнішій версії «Гра життя» Конвея (англ. «Game of Life»).
«Воїни світанку» здебільшого присвячені стосункам між людиною-чоловіком і жінкою-лером, а «День Клеша» представляє лер як незбагненну гуманоїдну расу. З іншого боку, «Гравців Зана» обговорює походження Лера як сконструйованого відгалуження людства, і йдеться про культуру Лера так само, як і про їхню взаємодію з людством. Більшість подій у цій книзі відбуваються в національному лісі Анворрі, штат Північна Кароліна.
Лери рідко розмножуються, стаючи плідними лише у віці тридцяти років після тривалого підліткового періоду: вони переживають два періоди фертильності з інтервалом у п’ять років. Тому більшість жінок мають лише двох дітей, але іноді вони мають третього, і близнюки невідомі.
Структура родини Лер організована навколо «коси», яку вони розробили, щоб зберегти максимальну генетичну різноманітність, щоб компенсувати низьку початкову популяцію та низьку народжуваність. Коса починається з двох «прабатьків». Вони спаровуються і виробляють «старшого аутсіблінга». Тоді кожен із прабатьків виходить вперед і повертає іншого лера відповідної статі, «постбатьків». Кожен з прабатьків спаровується з наступним батьком і дає «інсайбінгів», на п’ять років молодших за старшого аутсіблінга. Потім наступні батьки спаровуються і народжують «молодшого аутсіблінга», на п’ять років молодшого за рідних сестер. Рідні сестри залишаються в косі і стають прабатьками для наступного покоління; сторонні діти підуть, щоб приєднатися до інших кос як наступні батьки. Рідкісні зайві діти, як правило, дають відповідальність за те, щоб разом заплести абсолютно нові коси. Зміну статі дітей насилують феромонами. У рідкісних випадках, іноді навмисно, народжуються двоє одностатевих братів і сестер; на цьому лінія коси закінчується, оскільки всі четверо дітей повинні вплітатися в інші коси як наступні батьки.
Лери спілкуються в основному за допомогою вербальної мови під назвою Singlespeech. Кожен лер має ім'я, що складається з трьох складів, наприклад "Maellenkleth", хоча їхні близькі іноді використовують скорочені версії імені. Різні категорії об'єктів завжди мають назви з однаковою кількістю складів, наприклад, зірки мають чотирискладові назви. Як і в китайській мові, кожен склад Singlespeech має чотири можливі значення, але на відміну від китайської мови Singlespeech не є тональною мовою. Натомість кожне слово Singlespeech має чотири «моди», що відповідають чотирьом класичним грецьким елементам (Земля, Повітря, Вогонь, Вода), причому кожна мода має символічне значення, запозичене з ворожби Таро, а складні граматичні правила регулюють дозволені переходи з модусу. в режим. Таким чином, значення слів Singlespeech сильно залежать від контексту, і слід приділяти особливу увагу переходам режимів під час розмови.
Елементарний символізм поширюється також на значення інших особистих імен, але кожна особа зберігає свій «керівний елемент» у таємниці; цей останній звичай ускладнює шлюбні переговори, оскільки кожен прабатько повинен вибрати другу (після батьків) половинку іншого прабатька, а керівні елементи кожного прабатька/потомства мають бути взаємодоповнюючими: земля з повітрям і вогонь з водою.
Існує також менш часто використовуваний режим спілкування під назвою Multispeech, який використовує всі доступні канали зв’язку, вербальні та невербальні, для передачі інформації набагато детальнішим способом, ніж Singlespeech.
Після завершення трилогії про Лера Фостер продовжив працювати над розвитком і поясненням Singlespeech, який він перейменував у Layaklan (назва якої перекладається англійською як «Розуміння»). Значний лексикон з лаяклан-англійської мови та нарис відповідного лексикону з англійської на лаяклан (обидва вони були написані Фостером), супроводжувані допоміжними статтями щодо Лаяклану, були доступні в Інтернеті, але згодом були втрачені.

### Трилогія «Морфодит»
Трилогія «Морфодит» складається з наступних романів: Морфодит (1981), Трансформер (1983) і Хранитель (1985). Головний герой — це неохочий вбивця, який може змінювати форму, незмінно змінюючи стать і зменшуючи вік, коли він/вона робить це. Самі історії зосереджені або на іншій планеті, або в космосі, з короткими переходами, які ведуть читача з місця на місце.
У «Морфодіті» ми відкриваємо початкового персонажа, Раеля, як страшного вбивцю, якого ніколи не випускали з волі. Він (як він/вона тоді) ув'язнений на "Фабриці масок", і його викрадачі бояться його набагато більше, ніж будь-які інші їхні творіння. Раель не є біоінженерним вбивцею: він/вона натомість ініціює зміни через форму медитації. Процес Змін схожий на маленьку смерть без її аспектів «назавжди після» і досить болючий — це не те, що Раель робить легковажно. Крім того, Зміна передбачає примусове зниження віку від 10 до 20 років, що обмежує кількість Змін, можливих за короткий проміжок часу. Ми дізнаємось, чому Раеля так бояться, незабаром після «його» знайомства — «він» розробив науковий метод передбачення або віщування майбутнього. Зокрема, це мистецтво може ідентифікувати одну людину, чия смерть прискорить суспільні зміни. Це мистецтво детально розроблено в Трансформері, але коротко його можна порівняти з версією І-Цзин, яка є науково ретельною та на порядки складнішою. Цей інструмент для ворожіння в книгах називають «мистецтвом». Морфодит зображує звільнення Раеля від незмінного світу Ерлікона та зміни, які він/вона таким чином звільняє в ньому.
Oerlikon — це дивовижний світ, який зібрав групу людей, які бажають придушити зміни. Для цього вони мають строго регламентоване суспільство та еквівалент поліцейської держави. Цей незмінний стан штучно створений сторонньою стороною, яка розмістила дослідників по всьому Ерлікону. Раель змінює Оелікона, вбиваючи одного з спостерігачів, використовуючи свої навички вбивці та своє мистецтво віщування. Коли перша доміно починає падати, спостерігачі раптово починають усвідомлювати спостерігачів, а допити спійманих спостерігачів ведуть суспільство в спіраль самознищення. Потім Раель ініціює зміни і стає Дамістофіною, молодшою, жіночою версією його теперішнього "я". Але зрештою Дамістофіну ідентифікують як Морфодита, і її переслідують, що змушує її вбити свого переслідувача та знову змінитися, цього разу на Федра, ще молодшого чоловіка. Згодом потрясіння припиняється, і Федр збирає невеликі групи біженців до себе, ставши таким собі цілителем розуму. Він не стає королем і не отримує величезної влади; натомість він у спокої.
У «Трансформері» сюжет продовжується з того місця, де зупинився Федр. Задоволений своїм життям, кількома прийомними дітьми та жінкою-збірницею. Його визнають радником місцевого правителя через його зусилля щодо забезпечення миру. На жаль, дослідники знають більше, ніж ми спочатку припускали. До того, як Федр став Раелем, він був жінкою на ім’я Джеділі Тулілі. Спочатку Джеділі була спостерігачем, який чимось не сподобався регентам Геліарктоса, і її кинули на Фабрику масок, щоб використати її як піддослідного. Виявивши, що Федр все ще існує, вони посилають вбивць, щоб знищити його. Через випадок долі Федра викликають до місцевого правителя, коли відбувається замах. Його коханій і прийомним дітям не так пощастило. Знову починаючи зміни, Федр стає Назаріною, молодою жінкою, яка ледь вийшла з підліткового віку. Назарін усвідомлює, що вона не може знову змінитися, не ставши немовлям, і що Регенти (на даний момент їй не відомі) не припинять спроби вбити її.
Досліджуючи своє минуле, вона відновлює деякі документи з «Фабрики масок», які дозволяють їй визначити, що Джеділі була спостерігачем з іншого світу. Встановивши цей зв’язок, Назарін відправляється в єдиний космодром, маючи намір відправитися за межі планети. Вона купує квиток на корабель, а вбивці Регентів слідкують за нею. Одну з її напарниць вбиває вбивця, але в процесі вона відмовляється від свого нового імені. Фарен Кірікі, корабельний технік, і Дордже, офіцер охорони корабля, дружать з Назарін і допомагають їй ідентифікувати вбивць. Після використання свого мистецтва віщування Назарін протистоїть процесору даних пари вбивць і переконує її, що Назарін вже знає, як перемагати. У відчаї обробник даних кінчає життя самогубством. Вбивця пари вбивць уникає захоплення, проникаючи в нутрощі корабля. Назарін і Фарен вистежують і нарешті протистоять йому. Назаріна каже йому, що б він не робив, його дії фактично знищать Регентів, і тоді вона відпускає його. Назарін розкриває Фарену, хто вона, і просить Фарена подбати про неї. Фарен погоджується, і Назарін ініціює Зміни, в результаті чого народжується немовля чоловічої статі.

### Позасерійні фантастичні твори
Фостер також написав окремий роман «Хвилі» (1980) і чотири короткі повісті, зібрані у збірці «Час сови» (1985).
Фостер періодично писав колонку для коміксів Acme під назвою «Без очей у Газі».